# СДР-2МП

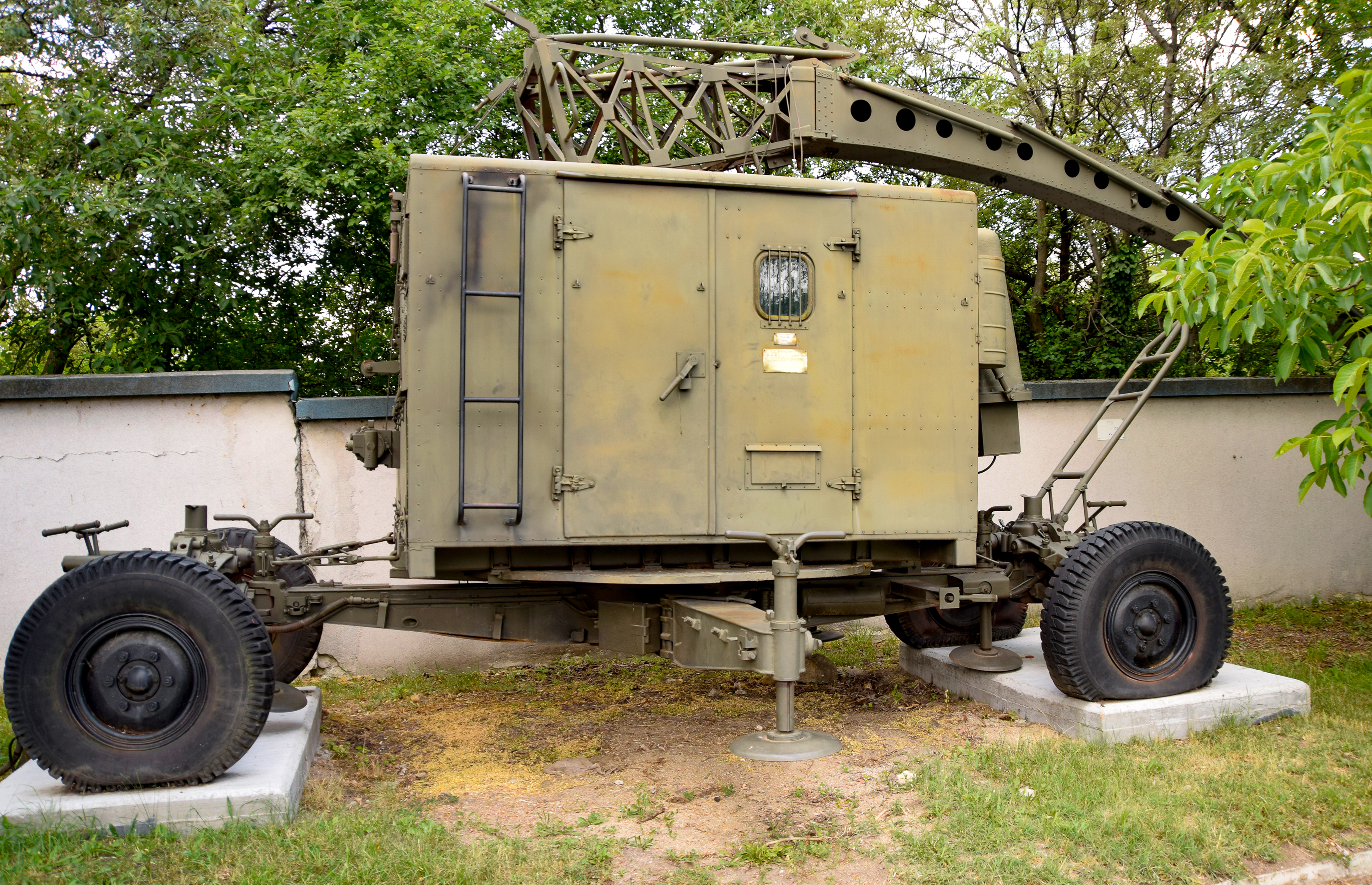
СДР-2МП, выдано в болгарии

Радиотехническая станция СДР-2МП — наземная подвижная станция дальней радиотехнической разведки СДР-2МП предназначена для обнаружения радиотехнических средств противника, расположенных за пределами видимости и работающих в импульсном и непрерывном режимах излучения в сантиметровом диапазоне.
Станция позволяет определять азимут работающей станции противника, несущую частоту сигналов и производить их анализ.
При помощи нескольких станций СДР-2МП можно однозначно определить местоположение излучающего объекта, находящегося за радиогоризонтом.

## Тактико технические данные
- диапазон принимаемых частот — 926 — 3700 МГц ;
- точность определения частоты до 1 МГц;
- вращения антенны — вручную или автоматически со скоростью от 0.05 до 0.5 об/мин. вкруговую или в выбранном секторе от 35 до 230°;
- максимальная ошибка пеленгования — 1-2°;
- реальная чувствительность — 103 дБ/Вт;
- дальность разведки не менее 350 км;
- система анализа обеспечивает измерение временных параметров от 0.5 мкс до 200 с;
- параметры импульсных и непрерывных сигналов определяются визуально на индикаторах и могут быть зарегистрированы на бумажной ленте с помощью ЦПУ, на фотоплёнке с помощью фотоприставки;
- электропитание станции осущевстляется от собственной электростанции ЭСБ8*2Б или от промышленной трёхфазной сети 220/380 50Гц при этом потребляемая мощность — не менее 7 кВт;
- дежурная смена — 1 оператор и 1 электромеханик;
- время развёртывания и свёртывания станции (расчётом из 6 человек) — не более 1 ч (ночью до 1.5 ч);
- безопасная скорость передвижения — до 40 км/ч.

## Подсистемы станции
- антенно-фидерная система;
- усилительный тракт СВЧ;
- система поиска (по частоте);
- система уточнения (частоты);
- система пеленга;
- система анализа;
- система электропривода;
- система электропитания;
- контрольно-измерительная и тренировочная аппаратура.

## Состав станции
Станция размещена на трех транспортных единицах:
- антенный прицеп (машина № 1) — масса не более 5,5 т;
- аппаратная машина (машина № 2) — в кузове К-375 на шасси автомобиля УРАЛ-375, масса не более 10,3т;
- электростанция (машина № 3) — на шасси автомобиля ЗИЛ-157 масса не более 8,6 т.

Все транспортные единицы вписываются в европейский железнодорожный габарит.